# Filthatturin
Filthatturin è una montagna alta 688 metri sul mare situata sull'isola di Viðoy, la settima isola in ordine di grandezza dell'arcipelago delle Isole Fær Øer, amministrativamente appartenenti alla Danimarca.